# 耶灵顿 (内华达州)
耶灵顿（Yerington）位于美国内华达州西部，是莱昂县的县治。
根据2000年美国人口普查，共有2,883人，其中白人占84.53%、土著美国人占6.24%。